# Szathmáry Pap Károly
Szathmáry Pap Károly (Kolozsvár, 1812. január 11. – Bukarest, 1887. június 3.) fényképész, akvarellista, címerfestő, folyóirat-alapító, nyomdász, litográfus. A neve előfordul Szathmári Papp és  Szathmári Pap alakban is, románul Carol Pop de Satmari.

## Életpályája

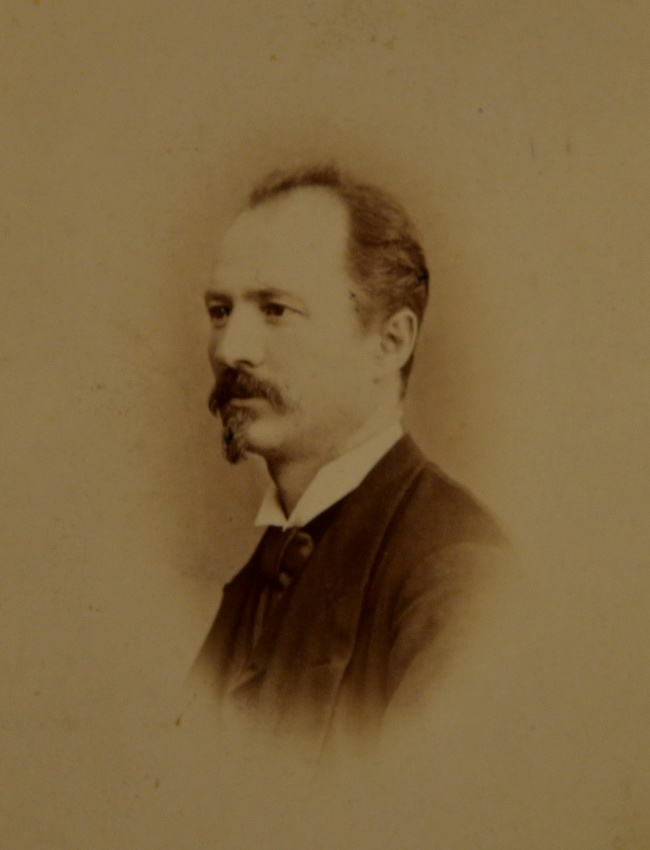
Nicolae Grigorescu fényképe

Kolozsvári, bécsi és itáliai tanulmányai után szülővárosába tért vissza. 1842-43-ban indította az Erdély Képekben című kőnyomatos füzetek kiadását. Románia első és máig legjelentősebb művészfotósa volt. Ötször házasodott. Rengeteget utazott, bejárta Kínát és Szibériáig is eljutott. Dolgozott I. Miklós orosz cár és a török szultán részére is. Az első fotóriporterek egyike, aki a krími háborúban Roger Fentont megelőzve fényképezett a hadszíntér mindkét oldalán. 1844-ben Bukarestbe költözött, ahol udvari festő és fényképész lett. Ötven év alatt öt román uralkodót szolgált rajzoló és fényképező tehetségével. Ion Ghica, Havasalföld miniszterelnöke 1859 decemberében Szathmáry Pap Károlyt kérte fel, hogy készítse el Alexandru Ioan Cuza első fejedelmi címerét.
Fotográfusi pályafutása 1848-ban kezdődött (ekkor készítette első talbotíp fényképét Bukarestben), azonban már 1843-ban dagerrotípiákat készített. A talbotípia-készítéstől a nedves eljárásig haladva igen fontos munkásságot folytatott. Kitűnő portré-, és néprajzi fotós, táj- és városfényképész, haditudósító, hadifényképész. Ezeken kívül még jó biedermeier akvarellista és festő. Számos műve található a román közgyűjteményekben.
1860-ban segítette a Bukaresti Magyar Közlöny megjelenését. 1874-ben Kolozsvárt fest arcképeket és meglátogatja nagyenyedi rokonait. 1875-ben tervezte, hogy végleg visszatér Erdélybe. 1874-ben Kolozsvárt és több erdélyi városban gyűjteményes kiállítást rendezett. 1881-ben a budapesti Műcsarnok állította ki több akvarelljét.

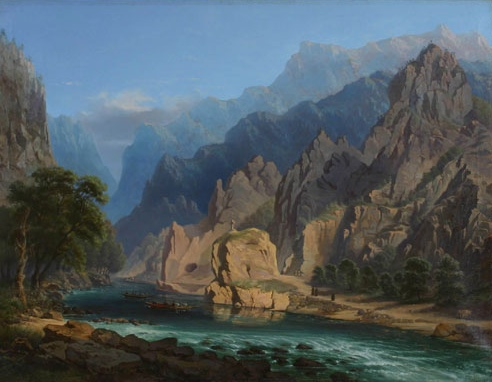
Az Olt vidéke

## Művei
- Itália c. albuma (1842)
- Erdély Képekben c. albuma (I-II. 1842-43.)
- Illusztratiunea (folyóirat, ő indította, 1860-ban)